# Стоякович, Ядранка
Ядранка Стоякович (24 июля 1950 — 3 мая 2016) — югославская певица и композитор. Её самые известные хиты «Sve smo mogli mi», «Što te nema» и «Bistre vode Bosnom teku».

## Биография
Родилась в Сараево в семье школьных учителей. Ранние годы провела в небольшом селе недалеко от города Нови-Град, где преподавали её родители. Они вскоре развелись, и Ядранка переехала с матерью в Сараево. Позднее они переезжали в Дубровник, Градац, Вареш, где её мать работала учительницей начальной школы. Затем они жили в различных сёлах под Сараевом, где Стоякович провела значительную часть своего детства.
В возрасте 16 лет присоединилась к джазовой группе своего дяди Вукашина Радуловича и гастролировала с ней как у себя на родине, так и за рубежом (в основном в Германии). В 1981 году исполнила бэк-вокал с Исметой Дервоз для исполнителя Vajta, представлявшего Югославию на конкурсе «Евровидение» 1981 года в Ирландии. На Зимних Олимпийских играх 1984 года, проходивших в её родном Сараево, исполнила официальную песню игр.
Жила в Японии с 1988 до 2011 года. В 2009 году на сцене с ней произошёл несчастный случай — она упала, споткнувшись о кабель во время концерта. Ей был поставлен диагноз амиотрофический латеральный склероз (АЛС), также болезнь двигательного нейрона. После небольшого периода реабилитации после травмы вернулась в Боснию. Несмотря на болезнь, продолжила писать музыку.
После возвращения из Японии в 2011 году выступила с несколькими ранее запланированными концертами. Жила в Баня-Луке, работала редактором музыкальных передач радио и телевидения Республики Сербской. Последние годы провела в доме престарелых в Баня-Луке, где её состояние здоровья постоянно ухудшалось. Умерла 3 мая 2016 года и была похоронена 9 мая года в Врбане, пригороде Баня-Луки.

## Дискография

### Альбомы
1. Svitanje (Dawn), LP 8018, Diskoton Sarajevo, 1981.
2. Da odmoriš malo dušu (Rest Your Soul a Little), LP 8052, Diskoton, Sarajevo, 1982,
3. Sve te više volim (I love you more and more), LP 3149, Sarajevo disk, Sarajevo, 1985.
4. Vjerujem (I believe) LP 2122677, PGP RTB Belgrade, 1987
5. Baby Universe, Omagatoki Records, 1996[9]